# Mann Egerton B
Mann Egerton Type B var ett brittiskt marint övervakningsflygplan under första världskriget.
För att avhjälpa bristen på flygplan under första världskriget beställde de brittiska krigsmyndigheterna licenstillverkade flygplan från lämpliga företag som tidigare inte varit verksamma som flygplanstillverkare.
Karosstillverkaren Mann Egerton i Norwich fick 1915 en förfrågan om de kunde licenstillverka några modeller åt British Admiralty, bland annat Short 184 och landvarianten Short Bomber. I och med att tillverkningen kom igång vid Mann Egerton lärde man sig hur flygplan var uppbyggda, och ganska snart såg man saker som skulle kunna förbättras. Teknikerna vid Mann Egerton gav sig i kast med att vidareutveckla den tvåsitsiga Short 184 till spaningsflygplanet Mann Egerton B. 
Flygplanet var ett dubbeldäckat flottör flygplan med dragande propeller, som kunde användas för spaning och bombfällning. Den mest markerade förändringen mot Short 184 var att Mann Egerton var utrustad med en övervinge där spännvidden blivit längre. Totalt tillverkades 10 flygplan som användes av Royal Naval Air Service som spaningsflygplan. 